# Замедленная киносъёмка

Цветущая герань; 2 часа сжаты в несколько секунд

Замедленная киносъёмка — киносъёмка с частотой, меньшей стандартной частоты съёмки и проекции, составляющей в кинематографе 24 кадра в секунду. При проекции полученного изображения с нормальной частотой движение объектов съёмки на экране выглядит ускоренным.
Покадровая съёмка — разновидность замедленной киносъёмки, при которой значительную часть времени механизм киносъёмочного аппарата остановлен, а съёмка осуществляется покадрово с произвольными интервалами между отдельными кадриками. Покадровая съёмка применяется при изготовлении мультипликации и некоторых спецэффектов. 

Фазы Луны, зафиксированные при помощи цейтраферной съёмки в течение месяца

Цейтраферная киносъёмка (от нем. Zeitraffer, Zeit — время, raffen — буквально собирать, подбирать, выхватывать; переносно — группировать, уплотнять) — разновидность покадровой замедленной съёмки, когда интервалы между съёмкой кадриков строго равны между собой и задаются автоматически при помощи таймера. Этот интервал может составлять несколько секунд, минут, или часов, обеспечивая многократное ускорение видимого на экране движения. Устройство, отмеряющее этот интервал, и автоматически запускающее механизм киносъёмочного аппарата, называется Цейтрафером.
Термин «цейтраферная киносъёмка» был общепринят в СССР и ряде европейских стран. В настоящее время в России чаще употребляется понятие «Таймлапс» (англ. Time-lapse photography), распространённое в англоязычных странах.

## Масштаб времени
Количественной мерой ускорения движения на экране, как и при ускоренной киносъёмке, является масштаб времени, то есть отношение скоростей проекции и съёмки. Масштаб времени 2:1 означает ускорение движения вдвое по сравнению с подлинным темпом. Такое ускорение получается при съемке с частотой 12 кадров в секунду, составляющей половину стандартной. Для получения большего масштаба необходима ещё более низкая частота съёмки вплоть до покадровой. С её помощью достижим произвольный масштаб времени, вплоть до десятилетий за одну секунду.
Замедленная киносъёмка применяется в случаях, когда необходимо увеличить скорость движения объектов съёмки на экране, например для создания комического эффекта или стилизации под немое кино. В некоторых случаях при съёмке на киноплёнку пониженная частота использовалась операторами кинохроники для достижения необходимой экспозиции при невысоких освещённости сцены и светочувствительности эмульсии. При неизменном угле раскрытия обтюратора пониженная частота киносъёмки обеспечивает более длинную выдержку, например при частоте 12 кадров в секунду выдержка вдвое больше, чем при стандартной 24. Такой приём допустим в сценах, не содержащих движущихся объектов, или в случаях, когда ускорение не заметно зрителям. 
- Цейтраферная съёмка через микроскоп
- Прорастающие семена фасоли
- Таяние льда
в стакане
- Движение облаков
и закат
- Суточное вращение небесной сферы
- Крупнопанельное строительство
- Замедленная съёмка заката
- Покадровая съёмка ALMA ночного неба[11]

Таяние льда в стакане

Цейтраферная киносъёмка применяется в науке для исследования медленно протекающих процессов, таких как рост кристаллов, развитие растений и микроорганизмов. Полученные таким способом съёмки могут использоваться в научно-популярном кино и учебных фильмах для наглядной демонстрации рассматриваемых процессов.

## Историческая справка
Покадровая киносъёмка впервые использована в художественном кинематографе в 1897 году Жоржем Мельесом, использовавшим её для трюковых кадров фильма «Площадь оперы» (фр. Carrefour De L'Opera). Для съёмки биологических объектов цейтрафер в 1909 году применил Жан Командон при поддержке кинокомпании «Пате» (фр. Pathé). В 1910 году самостоятельные опыты начал Перси Смит, а в 1915 — Роман Вишняк. В 1920-х цейтраферная съёмка начала использоваться в так называемых «горных фильмах» Арнольда Франка, самым известным из которых стала «Святая вершина» (англ. The Holy Mountain) 1926 года.
В течение многих лет, начиная с 1931 года, американец Ройал Райф исследовал жизнедеятельность клеток с помощью цейтраферной киномикрографии. Однако ни один из исследователей не сделал столько для популяризации покадровой съёмки, сколько удалось Джону Отту. Начав карьеру банкира, он увлёкся цейтраферной киносъёмкой растений, покупая и дорабатывая съёмочное оборудование. Полученные камеры Отт расставлял в большой оранжерее, где непрерывно снимал рост и развитие растений. Проведённая работа увенчалась в конце 1950-х годов отдельной телепередачей в серии «Вы спрашивали». В конце концов, исследователь открыл способ управлять направлением роста выращиваемых культур, варьируя интенсивность полива и цветовую температуру освещения: свет одного спектрального состава вызывал цветение, а другого — плодоношение. Тем же способом оказалось возможным регулировать пол растений.
Используя все эти открытия и рассчитывая интервалы движений, Отт заставлял «танцевать» растения на экране под заранее подобранные музыкальные произведения. Полученные кадры вошли в документальную картину кинокомпании Уолт Дисней Пикчерз «Секреты жизни» (англ. Secrets of Life), открыв новые возможности цейтраферной съёмки в кино и на телевидении. В постановочном кинематографе цейтраферная съёмка впервые использована как основной сюжетный ход в американской картине «Койяанискаци» 1983 года. Этот видовой фильм основан на покадровых съёмках облаков, городского движения и суточных изменений, сделанных кинооператором Роном Фрике. Спустя два года Фрикке поставил собственный фильм «Хронос» в стандарте IMAX. Для покадровой съёмки были заказаны специальные киносъёмочные аппараты этого формата. В 1992 году на экраны вышла картина «Барака» того же автора, снятая в широком формате «Todd AO» преимущественно покадровым способом.
Цейтраферная съёмка используется и в художественном кино. В фильме Питера Гринуэя «Зет и два ноля» два персонажа пытаются заснять покадрово процесс собственного умирания и последующего разложения тел. В российском триллере «Прикосновение» Альберта Мкртчяна снятый покадровой съёмкой цветок выглядит увядающим буквально за несколько секунд от присутствия призрака. Бельгийский режиссёр Жан Дормаль использует покадровую съёмку в картине «Господин Никто», чтобы показать процесс разложения пищи. Видовые покадровые съёмки часто используются в качестве фона для начальных титров, например в телесериале «Карточный домик».
В российском научно-популярном кинематографе наиболее ярким примером использования цейтраферной съёмки можно назвать работы режиссёра Владимира Кобрина. В его фильмах образность экранного повествования в большинстве случаев основана на изображении, снятом покадрово в сочетании с различными визуальными трюками.
В современных документальных фильмах и телерекламе покадровая съёмка часто используется, как элемент эффектного оформления, ускоренно показывая процесс строительства сооружений, работу городского транспорта, приливные явления и движение небесных светил. Фильмы о путешествиях могут дополняться кадрами, сжато показывающими путь из одного места в другое. Распространение цифровых фотоаппаратов, видеорегистраторов и экшн-камер, сделавших доступным получение подобных сюжетов, привело к появлению целого направления видовых видеофильмов, состоящих из кадров «Таймлапс» и «Гиперлапс» с музыкальным оформлением.

## Технология
Замедленная киносъёмка может осуществляться киносъёмочными аппаратами общего назначения, большинство из которых имеет регулировку частоты кадров в пределах до 4—8 кадров в секунду. Большинство современных профессиональных киносъёмочных аппаратов имеют диапазон регулировки частоты киносъёмки до 1—2 кадров в секунду. 
Для покадровой киносъёмки применяются специальные сменные «покадровые» электроприводы, например «К24м-5». В аппаратуре с пружинным приводом используется специальный режим механизма, как это сделано в кинокамерах серии «Красногорск». Покадровая съёмка осуществляется в этих аппаратах отдельным спусковым механизмом при помощи тросика с единственной выдержкой 1/60 секунды. В любительских кинокамерах «Canon» формата «8 Супер» при покадровой съёмке, осуществляемой электроприводом, возможно подключение электронной фотовспышки для освещения объекта съёмки. 
Однако, аппаратура общего назначения мало пригодна для покадровой съёмки из-за конструкции механизма и особенно обтюратора. Наилучшие результаты достижимы при использовании специальных киносъёмочных аппаратов для комбинированных съёмок, оснащённых специальным приводом и сдвоенным обтюратором, исключающим засветку киноплёнки при остановленном механизме. Кроме того, для покадровой киносъёмки в этих аппаратах используются сложные многоступенчатые редукторы, дающие возможность отрабатывать выдержку с той же точностью, что и при непрерывном ходе киноплёнки. В отечественном кинематографе наибольшее распространение получили аппараты типа «2КСК», «ПСК», «3КСМ» и другие. Часть из них выпускалась в двух вариантах: для обычной съёмки и для установки на мультстанок в вертикальном положении. Так, аппарат «3КСМ» выпускался также в исполнении для мультстанка и при этом носил маркировку «5КСМ». При съёмке рисованной мультипликации такой аппарат выполнял функцию репродуцирования рисунков с возможностью мультиэкспозиции. Однако, чаще всего для конкретных исследовательских и прикладных задач аппаратура цейтраферной киносъёмки создаётся по специальному заказу или используются доработанные камеры общего назначения.
Кроме непосредственного снижения частоты киносъёмки эффект ускорения движения достижим в процессе печати фильма пропуском кадриков. При оптической технологии специальным кинокопировальным аппаратом прерывистой печати (например, «23КТС-1») производится выкопировка отдельных кадриков с негатива, снятого с нормальной частотой. Для двукратного ускорения выкопировывается каждый второй кадрик, для трёхкратного — каждый третий и так далее. Пропущенные кадрики в готовом фильме не используются. Полученный таким образом эффект на экране ничем не отличается от достигаемого съёмкой с пониженной частотой. Таким же способом возможно редактирование в цифровом кино: часть промежуточных кадриков пропускается. В видеозаписи ускорение движения возможно только при монтаже готового фильма при помощи студийных видеомагнитофонов с динамическим трекингом, поскольку аналоговые видеокамеры могут вести съёмку с единственной частотой, соответствующей использованному стандарту разложения. Возможность покадровой видеосъёмки или съёмки с пониженной частотой появилась только в цифровых видеокамерах и фотоаппаратах.
При цейтраферной съёмке на натуре используется существующее освещение, и при большом ускорении времени колебания света из-за облачности вызывают на экране заметное мелькание изображения. При аналогичной съёмке в студийных условиях используется калиброванный свет, исключающий мелькание. В некоторых случаях пользуются светом вспышек, дающих стабильную освещённость. В студийных условиях чаще всего, освещение автоматически включается только в момент съёмки цейтрафером. На покадровой съёмке основаны некоторые приёмы комбинированной киносъёмки (например, ротоскопирование), позволяющие сочетать анимацию с обычным изображением.

## «Таймлапс» и «Гиперлапс»
В настоящее время в большинстве случаев для цейтраферной съёмки вместо киносъёмочных аппаратов используется цифровой фотоаппарат. Полученные цифровые фотографии, сделанные через равные интервалы, монтируются в киноролик при помощи компьютера. Такой способ, упоминаемый чаще всего, как англицизм таймлапс (от time-lapse [таймлэпс]), значительно удобнее съёмки кинокамерой, поскольку фотозатвор обеспечивает более высокую точность и стабильность выдержки, чем обтюратор в покадровом режиме. Цифровая технология обладает большей гибкостью, благодаря возможности дополнительной цифровой обработки отдельных кадров. Бракованные кадры легко удаляются из общей последовательности или редактируются, исключая рывки изображения. Кроме того, съёмка фотоаппаратом позволяет значительно повысить качество изображения за счёт использования автоматического брекетинга и технологии HDRi: вместо одного кадра снимаются сразу три с разной экспозицией. В результате удаётся получить фотографическую широту, недоступную для киноплёнки, компенсируя контраст сцены и суточные перепады освещённости. Полученные цифровые ролики в случае необходимости можно использовать при монтаже обычных кинофильмов по технологии Digital Intermediate с последующим выводом на киноплёнку. 
В качестве цейтрафера может быть использован внешний или встроенный интервалометр. Большинство современных цифровых фотоаппаратов поддерживают интервальную съёмку без дополнительных устройств. Цифровые зеркальные фотоаппараты, не обладающие такой функцией без внешнего пульта, позволяют настроить автоматическую интервальную съёмку после установки стороннего приложения «Magic Lantern». При этом, в некоторых моделях, оснащённых функцией Live View, такая съёмка возможна в режиме Silent Shot, без срабатывания штатного затвора. Большинство экшн-камер, таких как «GoPro», включают возможность интервальной съёмки в стандартный пакет функций. Некоторые устройства поддерживают автоматическое создание видео «Таймлапс» в режиме HDR.  
Ролики покадровой съёмки с перемещением или панорамированием камеры, а также с изменением фокусного расстояния зум-объектива иногда выделяются в отдельную разновидность «Таймлапс», именуемую «Гиперлапс» (от англ. hyperlapse [гиперлэпс]). Перемещения осуществляются пошаговым сдвигом камеры, панорамной головки или кольца фокусных расстояний объектива в интервале между съёмкой соседних кадров. Сдвиг должен выполняться с высокой точностью, чтобы предотвратить скачки изображения (фликер ← англ. flicker) на экране. Для этого могут использоваться средства автоматического управления движением камеры, такие как роботизированные тележки и панорамные головки с шаговыми двигателями, иногда изготавливаемые самостоятельно из подходящих серийных устройств. В любительской практике для стабилизации часто пользуются простейшими средствами. Многие видеографы вручную наносят на жидкокристаллический дисплей фотоаппарата метки, обозначающие положение ключевого объекта съёмки. Более точное согласование кадров выполняется их взаимным смещением и обрезкой при последующей склейке видеопоследовательности. Большинство приложений для создания подобного видео (например, Adobe After Effects) позволяют компенсировать небольшие погрешности перемещения камеры по заданным ключевым точкам объектов съёмки. Панорамирование и масштабирование может быть также сымитировано в процессе создания ролика за счёт обрезки исходных фотографий, изменяющейся по заданному закону. Современные камерафоны приспособлены для любительской съёмки такого типа с рук, благодаря мобильным приложениям, основанным на цифровой стабилизации. 
Полученное изображение сочетает ускорение времени с движением камеры относительно объекта съёмки. В некоторых графических редакторах (например, Adobe Lightroom) предусмотрена возможность создания таймлапс в формате слайд-шоу.